# امرأة تبحث عن المغفرة (مسلسل)
امرأة تبحث عن المغفرة، مسلسل كويتي.
«شريفة» امرأة ضلت الطريق، وانتهت بالسجن وخسرت كل شيء وفقدت كل من تحب، وبعد 7 سنوات نراها تنهي فترة عقوبتها وتخرج من السجن إلى الحياة مرة أخرى لتبدأ من جديد لكنها تصطدم بنبذ المجتمع لها، لم يكن هذا كله ما كان يحطمها ويؤرقها، بل بحثها المستميت عن أبنائها الذين أبعدوا عنها، ابنتها الكبرى من زوجها الأول الملتزم وابنتها الثانية من الكاذب الذي وعدها بالنجومية، وابنها الوحيد من ن السياسي المعروف الذي تزوجها سرا ثم أخذ الطفل رغما عنها، من سيقف إلى جانبها ومن ينصفها وكيف ستكون حياتها وهل ستنجح في العيش من جديد أم ستعود إلى القضبان مرة أخرى؟!. كما حصلت مقدمة المسلسل على جائزة أفضل مقدمة في رمضان من مهرجان «المميزون في رمضان» لعام 2012.

## الممثلين وشخصياتهم
| الممثل              | الشخصية التي يؤديها |
| ------------------- | ------------------- |
| غانم السليطي        | ناصر                |
| إبراهيم الحربي      | عبد الله            |
| زهرة عرفات          | شريفة               |
| محمد العجيمي        | أحمد                |
| طيف                 | نعيمة «أم تغريد»    |
| لمياء طارق          | بدور                |
| سلمى سالم           | أميرة               |
| جواهر               | تغريد               |
| أحمد العونان        | بدر                 |
| عبد المحسن القفاص   | جاسم                |
| عبد الإمام عبد الله | الخال إسامة         |
| مروة محمد           | خولة                |
| أمل عبد الكريم      | جميلة               |
| أسامة المزيعل       | دعيج                |
| لطيفة المجرن        | مكية                |
| غرور                | أم فهد              |
| أمل محمد            | حورية               |
| ناصر عباس           | فهد                 |
| منى حسين            | هبة                 |
| فوز الشطي           | غالية               |
| فاطمة الطباخ        | تهاني               |
| أمل عباس            | سعاد                |
| شفيقة يوسف          | عبير                |
| أحمد الهزيم         | راشد                |
| غادة الزدجالي       | نوف                 |
| زينة ماتقي          |                     |